# Adolf Anderssen
Karl Ernst Adolf Anderssen (6 tháng 7 năm 1818 – 13 tháng 3 năm 1879) là một kỳ thủ cờ vua người Đức. Ông được xem là kỳ thủ cờ vua hàng đầu thế giới từ năm 1851 đến năm 1858, và từ năm 1861 đến năm 1866. Ông chỉ bị tạm hạ bệ ngôi vị này vào năm 1858 bởi Paul Morphy, người đã tuyên bố giải nghệ năm 1859. Ông đánh mất hẳn danh hiệu hàng đầu thế giới vào năm 1866 vào tay Wilhelm Steinitz, người giữ danh hiệu kỳ thủ hàng đầu cho đến khi bị đánh bại bởi Emanuel Lasker năm 1894.
Sau khi bị đánh bại bởi Steinitz, Anderssen đã trở thành kỳ thủ trong các trận đấu thành công nhất ở châu Âu, thắng hơn một nửa số giải ông tham gia, bao gồm cả giải cờ vua năm 1870 Baden-Baden. 